# Verzorgingstermijn
Verzorgingstermijn is een term uit het personen- en familierecht. Met deze term wordt de tijd bedoeld gedurende welke een volwassene voor een kind zorgt. Deze termijn is van belang bij diverse wijzigingen in het ouderlijk gezag, zoals:
- Adoptie in Nederland
- Stiefouderadoptie
- Gezamenlijk gezag
- Echtscheiding